# Aldrovandi Villa Borghese
Aldrovandi Villa Borghese è un albergo di lusso a 5 stelle situato vicino al parco romano Villa Borghese a Roma, Italia.

## Storia
Prima di diventare un albergo, questo palazzo, del XIX secolo ospitò l'Istituto Cabrini, un prestigioso collegio di giovani donne gestito dai missionari Sœurs du Sacré-Cœur e frequentato da alunni principalmente aristocratici.
Le origini del nome vengono prese dalla omonima via, chiamata in onore dal naturalista italiano Ulisse Aldrovandi, e dal palazzo Villa Borghese. L'albergo fa parte del gruppo The Leading Hotels of the World.

## Caratteristiche
L'hotel dispone di 92 camere e 16 suite, due ristoranti, due bar, una piscina all'aperto, dei giardini privati, nove sale da riunioni e banchetti. Nel 2011 la Guida Michelin ha assegnato due stelle al suo ristorante. Nel 2014, Aldrovandi Villa Borghese ha aperto, in collaborazione con l'azienda d'abbigliamento La Mer, un nuovissimo centro termale.